# Аллен, Роджер Макбрайд
Роджер Макбрайд Аллен (англ. Roger MacBride Allen; род. 26 сентября 1957, Бриджпорт, штат Коннектикут, США) — американский писатель-фантаст.

## Биография
Окончил факультет журналистики Бостонского университета, работал официантом, продавцом, телефонным оператором и т. д.; затем получил место в издательском отделе Ассоциации попечительских советов. Вскоре Аллен продал свой первый роман «Факел чести» издательству «Баэн».
За этим романом последовали другие (по роману в год), среди которых известные российскому читателю «Кольцо Харона» и «Расколотая сфера». Аллен принимал участие в проекте «Звёздные войны» (его перу принадлежит трилогия «Засада на Кореллии», «Удар по Селонии» и «Столкновение у Балансира»), а также написал три романа по мотивам азимовского сериала о роботах — «Калибан», «Инферно» и «Утопия».

### Союзники и враги
- Факел чести (1985)
- Власть мошенников (1986)
  - Союзники и враги (1995) в собрание входят романы Факел чести и Власть мошенников

### Преследуемая земля
- Кольцо Харона (1990)
- Разбитая Сфера (1994)

### Калибан
- Калибан (1993)
- Инферно (1994)
- Утопия (1996)

### Хроники милосердия
- Глубины времени (2000)
- Океан годов (2002)
- Берега завтрашнего дня (2003)

### BSI Старсайд
- BSI Старсайд: Причина смерти (2006)
- BSI Старсайд: Смертный приговор (2007)
- BSI Старсайд: Последний запрос (2008)

### Звёздные войны
- Звёздные войны: Засада на Кореллии (Западня) (1995)
- Звёздные войны: Удар по Селонии (Смертельная схватка) (1995)
- Звёздные войны: Столкновение у Балансира (Полет над бездной) (1995)

## Остальные романы
- Сирота Творца (1988)
- Фарсайд Кэннон (1988)
- Машина войны: Кризис третьей империи (1989), совместно с Дэвидом Дрейком
- Сирота Творца (1991)
- Сверхновая (1991), совместно с Эриком Котани
- Модульный человек (1992), сопровождающий роман-эссе Айзека Азимова «Интеллектуальные роботы и киборги».
- Падший мир (незавершенный)